# أيتام غيروا مجرى التاريخ (كتاب)
أيتام غيروا مجرى التاريخ هو كتاب من تأليف الكاتب والرحالة السعودي عبد الله الجمعة وأصدره سنة 2007. يسلط الكتاب الضوء على سِيرٌ لجمع من المفكرين والفقهاء والمخترعين والأدباء ورجال الأعمال والعلماء، القاسم المُشترك بينهم هو أنهم أيتام.
.

## شخصيات الكتاب
سرد الكاتب قصة 25 شخصية عالمية مشهورة، وفيما يلي أسماء الشخصيات التي أُدرجت في الكتاب:
- الإمام الغزالي أحد أعلام عصره وأحد أشهر علماء المسلمين في القرن الخامس الهجري.
- الإمام ابن الجوزي حظي بشهرة واسعة، ومكانة كبيرة في الخطابة والوعظ والتصنيف، كما برز في كثير من العلوم والفنون.[4] يعود نسبه إلى محمد بن أبي بكر الصديق.[5]
- الإمام أحمد بن حنبل فقيه ومحدِّث مسلم، ورابع الأئمة الأربعة عند أهل السنة والجماعة، وصاحب المذهب الحنبلي في الفقه الإسلامي. اشتُهر بعلمه الغزير وحفظه القوي، وكان معروفاً بالأخلاق الحسنة كالصبر والتواضع والتسامح، وقد أثنى عليه كثير من العلماء منهم الإمام الشافعي بقوله: «خرجتُ من بغداد وما خلَّفتُ بها أحداً أورع ولا أتقى ولا أفقه من أحمد بن حنبل»، ويُعدُّ كتابه «المسند» من أشهر كتب الحديث وأوسعها.
- الإمام البخاري أحد كبار الحفّاظ(1) الفقهاء[6] من أهم علماء الحديث وعلوم الرجال والجرح والتعديل والعلل[7] عند أهل السنة والجماعة، له مصنّفات كثيرة أبرزها كتاب الجامع الصحيح، المشهور باسم صحيح البخاري، الذي يعد أوثق الكتب الستة الصحاح والذي أجمع علماء أهل السنة والجماعة أنه أصح الكتب بعد القرآن الكريم.[8][9][10]
- الشيخ عبد الرحمن السعدي شيخ وعلامة سعودي ومُصنف وكاتب كتاب تيسير الكريم الرحمن في تفسير كلام المنان.[11]
- عبد الرزاق السنهوري أحد أعلام الفقه والقانون في الوطن العربي.
- غيرهارد شرودر سياسي ألماني شغل منصب مستشار ألمانيا في الفترة من 1998 إلى 2005، حيث كان أهم مشروع سياسي له هو أجندة 2010.
- بيتر لينش هو خبير مالي أمريكي.
- الإمام الشافعي هو ثالث الأئمة الأربعة عند أهل السنة والجماعة، وصاحب المذهب الشافعي في الفقه الإسلامي، ومؤسس علم أصول الفقه، وهو أيضاً إمام في علم التفسير وعلم الحديث، وقد عمل قاضياً فعُرف بالعدل والذكاء.
- فريدرك سميث هو سياسي أمريكي.
- الإمام العلامة عبد العزيز بن باز قاض وفقيه سعودي.
- المتنبي كان من أعظم شعراء العربية، وأكثرهم تمكناً من اللغة العربية وأعلمهم بقواعدها ومفرداتها، وله مكانة سامية لم تُتح مثلها لغيره من شعراء العربية.
- الإمام سفيان الثوري فقيه كوفي، وأحد أعلام الزهد عند المسلمين، وإمام من أئمة الحديث النبوي، وواحد من تابعي التابعين، وصاحب واحد من المذاهب الإسلامية المندثرة، والذي ظل مذهبه متداولاً حتى القرن السابع الهجري.
- ليوناردو دافنشي كان موسوعيًا ينتمي إلى عصر النهضة حيث كان رسامًا، مهندسًا، عالم نبات، عالم خرائط، جيولوجيًا، موسيقيًا، نحاتًا، معماريًا وعالمًا إيطاليًا مشهورًا. ولأنه كان رجلًا عبقريًا ذا موهبة عالمية في عصر النهضة فقد جسد روح عصره كاملًا مما أدى ذلك إلى اكتشاف كبار نماذج التعبير في مختلف مجالات الفن والمعرفة.
- حافظ إبراهيم شاعر مصري ذائع الصيت. عاصر أحمد شوقي ولقب بشاعر النيل وبشاعر الشعب.[12][13]
- عبد الرحمن الداخل أسس عبد الرحمن الدولة الأموية في الأندلس عام 138 هـ، بعد أن فر من الشام إلى الأندلس في رحلة طويلة استمرت ست سنوات، إثر سقوط الدولة الأموية في دمشق عام 132 هـ، وتتبع العباسيين لأمراء بني أمية وتقتيلهم.
- نلسون مانديلا سياسي مناهض لنظام الفصل العنصري في جنوب أفريقيا وثوري شغل منصب رئيس جنوب أفريقيا 1994-1999.
- الشيخ المجاهد أحمد ياسين داعية، ومجاهد، من أعلام الدعوة الإسلامية في فلسطين والمؤسس ورئيس لأكبر جامعة إسلامية بها المجمع الإسلامي في غزة، ومؤسس حركة المقاومة الإسلامية (حماس) [14] وزعيمها حتى وفاته. ولد في قرية الجورة التابعة لقضاء المجدل جنوبي قطاع غزة. لجأ مع أسرته إلى قطاع غزة بعد حرب 1948. أصابه حادث في شبابه أثناء ممارسته للرياضة نتج عنه شلل تام لجميع أطرافه. عمل مدرساً للغة العربية والتربية الإسلامية ثم عمل خطيباً ومدرساً في مساجد غزة. أصبح في ظل حكم إسرائيل أشهر خطيب عرفه قطاع غزة لقوة حجته وجسارته في الحق.[15]
- الإمام أبو الحسن الندوي هو مفكر إسلامي وداعية هندي.
- بيل كلينتون هو سياسي أمريكي والرئيس الثاني والأربعون للولايات المتحدة خلال الفترة ما بين عام 1993 حتى عام 2001.
- سيمون بوليفار سيمون بوليفار، عسكري وسياسي فنزويلي في فترة ما قبل الجمهورية القبطانية العامة لفنزويلا،[16] وُلد في كاراكاس عاصمة فنزويلا في 24 يوليو عام 1783.[17] هو مؤسس ورئيس كولومبيا الكبرى،[18] وواحد من أبرز الشخصيات التي لعبت دورًا هامًا في تحرير الكثير من دول أمريكا اللاتينية التي وقعت تحت طائلة الحكم الإسباني منذ القرن السادس عشر مثل كولومبيا وفنزويلا والإكوادور وبيرو وبوليفيا وبنما.[19][20][21] وأُطلق عليه جورج واشنطن أمريكا اللاتينية.[22][23]
- كونفوشيوس هو أول فيلسوف صيني يفلح في إقامة مذهب يتضمن كل التقاليد الصينية عن السلوك الاجتماعي والأخلاقي. ففلسفته قائمة على القيم الأخلاقية الشخصية وعلى أن تكون هناك حكومة تخدم الشعب تطبيقاً لمثل أخلاقي أعلى. ولقد كانت تعاليمه وفلسفته ذات تاثير عميق في الفكر والحياة الصينية والكورية واليابانية والتايوانية والفيتنامية. ويلقب بنبي الصين.
- جوزيف ستالين كان القائد الثاني للاتحاد السوفييتي.
- جنكيز خان هو مؤسس وإمبراطور الإمبراطورية المغولية.

## وصلات خارجية
- صفحة الكتاب على موقع جود ريدز.